# Paweł Golański
Pawel Golanski, né le 12 octobre 1982 à Łódź, est un footballeur professionnel polonais. Il occupe actuellement le poste de défenseur au Chojniczanka Chojnice, club de seconde division polonaise.

## Biographie

### Des débuts contrastés en Pologne
Formé à Łódź, Paweł Golański est membre de l'équipe nationale de Pologne des moins de dix-neuf ans, qui remporte le championnat européen de 2001 aux dépens de la République tchèque (victoire trois buts à un). Après avoir passé deux saisons au ŁKS Łódź en tant que professionnel, Golański est prêté au Legia Varsovie mais n'y joue pas, et revient donc au point de départ. En 2005, il rejoint le Korona Kielce, club de première division polonaise. Il y prend une place importante et atteint la finale de la coupe nationale lors de l'édition 2006-2007 (perdue deux à zéro contre le Dyskobolia). Le 16 août 2006, il joue son premier match avec l'équipe de Pologne. Face au Danemark à Odense, Golański, rentré à la mi-temps, voit son équipe s'incliner deux à zéro dans ce match amical. Le 3 février 2007, il inscrit son premier but international, le dernier de la rencontre opposant la Pologne à l'équipe d'Estonie (victoire quatre buts à zéro).

### Au Steaua Bucarest
En juillet 2007, Golański s'engage pour trois ans avec le Steaua Bucarest, qui l'achète pour environ un million d'euros. Recruté grâce à Gheorghe Hagi, qui quitte le Steaua deux mois plus tard, il dispute son premier match européen le 31 juillet 2007 contre le Zagłębie Lubin, autre club polonais. Le 3 août 2007, il joue son premier match en championnat face au Farul Constanța. Cependant, écarté par Massimo Pedrazzini (le nouveau coach), il ne participe pas au piètre parcours de son équipe en Ligue des Champions, où le Steaua ne totalise qu'un petit point en phase de poules. Pour sa première saison en Roumanie, le Polonais dispute vingt-cinq rencontres toutes compétitions confondues, et inscrit un but. Le sélectionneur de l'équipe polonaise, Leo Beenhakker, le retient parmi l'effectif de vingt-trois joueurs appelé à participer à l'Euro 2008. Golański y joue les deux premiers matches, contre l'Allemagne et l'Autriche, mais doit s'arrêter dès la phase de groupes après l’élimination de la Pologne. 
Lors de la deuxième saison, il retrouve plus souvent les joies du terrain et semble retrouver un bon niveau. Qualifié pour le troisième tour préliminaire de la Ligue des Champions, le Steaua atteint une nouvelle fois la phase de poules mais ne fait guère mieux, étant battu cinq fois sur six. C'est aussi difficile en championnat où Bucarest décroche du groupe de tête. Le 5 mai 2009, alors que le Steaua se dirige vers Buzău pour affronter l'équipe locale, Golański est atteint dans le bus par une pierre. Le joueur polonais est transporté à l'hôpital militaire de Bucarest, où il reste sous surveillance pendant environ vingt-quatre heures. Finalement, il peut reprendre la compétition dès les jours suivants. En fin de saison, l'équipe perd sa deuxième place et se qualifie in-extremis pour la Ligue Europa en se classant sixième.
Redevenu titulaire, Paweł Golański dispute vingt-huit rencontres lors de la saison 2009-2010. Pour sa première participation à la Ligue Europa, il est éliminé avant les seizièmes de finale, n'ayant pas réussi à battre une seule équipe du groupe, et prend la quatrième place du championnat de Roumanie. Son contrat, qui prend fin en juin 2010, n'est pas prolongé, et Golański se retrouve libre de signer dans le club de son choix.

### Un retour difficile au pays
De retour en Pologne, il décide de s'entraîner avec son ancienne équipe du ŁKS Łódź. En contact avec Tom Tomsk (Russie) et Sturm Graz (Autriche), il signe finalement un contrat le liant pour trois ans au Korona Kielce. Utilisé avec parcimonie par son entraîneur, Golański est finalement écarté lors de l'été 2011. 
Son club formateur lui offre alors une porte de sortie et l’accueille six mois en prêt.

## Palmarès
- Championnat d'Europe des moins de 19 ans : 2001
- Vice-Champion de Roumanie : 2008
- Finaliste de la Coupe de Pologne : 2007
- Vainqueur de la Supercoupe de Roumanie : 2015